# Serie A2 1974-1975 (pallacanestro maschile)
Il campionato di Serie A2 pallacanestro maschile 1974-1975 è stato il primo organizzato in Italia sotto questa definizione dalla Lega Basket. Era il secondo livello del 53º campionato italiano. 
Le dieci squadre della serie cadetta si affrontano in partite di andata e ritorno. Le prime due sono automaticamente promosse in Serie A1 e posso partecipare alla Poule scudetto insieme alle prime sei squadre classificate della Serie A1. Le squadre classificatesi tra il terzo e il decimo posto si giocano la promozione con le squadre classificate dal settimo al quattordicesimo posto in A1, divise in due gironi all'italiana detti gironi di classificazione da otto squadre ciascuno. Le prime due squadre di ogni girone vengono promosse in Serie A1, le squadre classificatesi dalla terza alla sesta posizione rimarranno in Serie A/2, le ultime due di ogni girone retrocederanno in Serie B.
La Jollycolombani Forlì vince il torneo e sale per la prima volta nella massima serie, assieme alla neonata società Saclà Torino.

## Regular season
10 squadre girone all'italiana con partite di andata e ritorno.

### Risultati
| Risultati            | GEN    | FOR   | BRI    | TRS   | PES    | CHI   | RML   | BER    | BRE   | TOR   |
| -------------------- | ------ | ----- | ------ | ----- | ------ | ----- | ----- | ------ | ----- | ----- |
| Ausonia Genova       |        | 83-84 | 81-77  | 86-87 | 90-93  | 71-65 | 55-80 | 73-71  | 70-83 | 68-77 |
| Jollycolombani Forlì | 90-81  |       | 86-78  | 98-81 | 93-86  | 84-72 | 85-67 | 105-87 | 81-75 | 65-63 |
| Libertas Brindisi    | 66-59  | 81-79 |        | 74-72 | 76-79  | 67-63 | 81-84 | 68-60  | 63-73 | 75-78 |
| Lloyd Trieste        | 64-62  | 65-84 | 97-77  |       | 77-84  | 68-63 | 57-68 | 73-65  | 70-62 | 62-74 |
| Maxmobili Pesaro     | 109-74 | 84-71 | 101-84 | 78-79 |        | 75-77 | 83-69 | 90-72  | 97-78 | 66-67 |
| Moretti Chieti       | 75-88  | 69-75 | 64-60  | 87-65 | 74-68  |       | 73-69 | 88-64  | 78-74 | 83-79 |
| Pinti Inox Roma      | 72-67  | 72-70 | 81-59  | 80-74 | 77-71  | 83-71 |       | 73-67  | 70-73 | 73-69 |
| Prandoni Bergamo     | 62-64  | 65-78 | 79-67  | 83-78 | 70-84  | 64-66 | 56-49 |        | 71-74 | 67-74 |
| Rondine Brescia      | 75-65  | 74-73 | 74-68  | 77-64 | 74-66  | 69-75 | 76-77 | 95-76  |       | 64-76 |
| Saclà Torino         | 95-78  | 70-73 | 97-80  | 84-61 | 101-73 | 81-67 | 83-69 | 113-71 | 94-66 |       |

### Classifica
|  |     | Classifica finale 1974-1975 | Pt | G  | V  | P  | PtF  | PtS  |
|  | --- | --------------------------- | -- | -- | -- | -- | ---- | ---- |
|  | 1.  | Jollycolombani Forlì        | 28 | 18 | 14 | 4  | 1474 | 1353 |
|  | 2.  | Saclà Torino                | 28 | 18 | 14 | 4  | 1475 | 1261 |
|  | 3.  | Pinti Inox Roma             | 24 | 18 | 12 | 6  | 1313 | 1270 |
|  | 4.  | Moretti Chieti              | 20 | 18 | 10 | 8  | 1310 | 1304 |
|  | 5.  | Maxmobili Pesaro            | 20 | 18 | 10 | 8  | 1487 | 1403 |
|  | 6.  | Rondine Brescia             | 20 | 18 | 10 | 8  | 1336 | 1334 |
|  | 7.  | Lloyd Trieste               | 14 | 18 | 7  | 11 | 1294 | 1386 |
|  | 8.  | Libertas Brindisi           | 10 | 18 | 5  | 13 | 1301 | 1407 |
|  | 9.  | Ausonia Genova              | 10 | 18 | 5  | 13 | 1265 | 1425 |
|  | 10. | Prandoni Bergamo            | 6  | 18 | 3  | 15 | 1250 | 1412 |

## Seconda fase
Jollycolombani Forlì e Saclà Torino ammesse alla Poule Scudetto con le prime 6 della Serie A1, le restanti 8 squadre di A2 + le altre 8 di Serie A1 formano 2 gironi di 8 squadre ciascuno con girone all'italiana: le prime due di ciascun girone sono ammesse in Serie A1, l'ultima di ciascun girone retrocede in Serie B.

### Gironi di classificazione

#### Girone A

##### Classifica
|  |    | Classifica finale 1974-1975 | Pt | G  | V  | P  | PtF  | PtS  |
|  | -- | --------------------------- | -- | -- | -- | -- | ---- | ---- |
|  | 1. | Brina Rieti                 | 24 | 14 | 12 | 2  | 1203 | 1037 |
|  | 2. | Brill Cagliari              | 22 | 14 | 11 | 3  | 1265 | 1139 |
|  | 3. | Canon Venezia               | 20 | 14 | 10 | 4  | 1133 | 1033 |
|  | 4. | Libertas Brindisi           | 10 | 14 | 5  | 9  | 1031 | 1154 |
|  | 5. | Ausonia Genova              | 10 | 14 | 5  | 9  | 1082 | 1154 |
|  | 6. | Maxmobili Pesaro            | 10 | 14 | 5  | 9  | 1056 | 1120 |
|  | 7. | Fag Napoli                  | 8  | 14 | 4  | 10 | 1117 | 1173 |
|  | 8. | Moretti Chieti              | 8  | 14 | 4  | 10 | 993  | 1070 |

##### Risultati
| Risultati         | VEN    | BRI    | CAG    | RIE   | NAP    | PES    | CHI   | GEN    |
| ----------------- | ------ | ------ | ------ | ----- | ------ | ------ | ----- | ------ |
| Canon Venezia     |        | 82-70  | 83-84  | 83-76 | 76-72  | 93-64  | 83-69 | 96-75  |
| Libertas Brindisi | 86-107 |        | 58-67  | 63-73 | 73-78  | 71-68  | 68-65 | 92-73  |
| Brill Cagliari    | 85-79  | 103-90 |        | 89-87 | 106-89 | 101-86 | 88-75 | 102-76 |
| Brina Rieti       | 79-77  | 98-67  | 92-91  |       | 100-80 | 95-69  | 83-69 | 74-60  |
| Fag Napoli        | 74-76  | 97-80  | 85-110 | 70-79 |        | 80-74  | 91-86 | 81-85  |
| Maxmobili Pesaro  | 70-64  | 97-64  | 88-87  | 60-77 | 79-74  |        | 81-64 | 70-71  |
| Moretti Chieti    | 58-59  | 77-78  | 58-66  | 71-96 | 74-72  | 78-60  |       | 76-75  |
| Ausonia Genova    | 71-75  | 69-71  | 93-86  | 88-94 | 75-74  | 101-90 | 70-73 |        |

Spareggio salvezza
| Roma 10 maggio 1975 | Fag Napoli | 73 – 69 | Moretti Chieti |  |

#### Girone B

##### Classifica
|  |    | Classifica finale 1974-1975 | Pt | G  | V  | P  | PtF  | PtS  |
|  | -- | --------------------------- | -- | -- | -- | -- | ---- | ---- |
|  | 1. | Snaidero Udine              | 26 | 14 | 13 | 1  | 1308 | 1167 |
|  | 2. | IBP Roma                    | 18 | 14 | 9  | 5  | 1137 | 1049 |
|  | 3. | Alco Bologna                | 18 | 14 | 9  | 5  | 1072 | 1003 |
|  | 4. | Duco Mestre                 | 18 | 14 | 9  | 5  | 1110 | 1066 |
|  | 5. | Pinti Inox Roma             | 12 | 14 | 6  | 8  | 1064 | 1053 |
|  | 6. | Lloyd Trieste               | 8  | 14 | 4  | 10 | 972  | 1097 |
|  | 7. | Rondine Brescia             | 8  | 14 | 4  | 10 | 976  | 1043 |
|  | 8. | Prandoni Bergamo            | 4  | 14 | 2  | 12 | 955  | 1116 |

##### Risultati
| Risultati        | BOL   | MES   | RMS   | TRS   | RML   | BER    | BRE    | UDI    |
| ---------------- | ----- | ----- | ----- | ----- | ----- | ------ | ------ | ------ |
| Alco Bologna     |       | 69-82 | 70-68 | 86-45 | 81-67 | 80-69  | 83-69  | 83-75  |
| Duco Mestre      | 83-82 |       | 70-69 | 91-74 | 86-79 | 96-68  | 73-64  | 87-91  |
| IBP Roma         | 82-68 | 93-74 |       | 83-75 | 83-78 | 82-66  | 80-78  | 79-83  |
| Lloyd Trieste    | 76-69 | 69-65 | 71-86 |       | 62-64 | 77-65  | 67-72  | 84-100 |
| Pinti Inox Roma  | 63-64 | 77-75 | 86-82 | 87-65 |       | 89-63  | 76-62  | 82-100 |
| Prandoni Bergamo | 59-72 | 64-67 | 78-83 | 73-70 | 67-62 |        | 64-70  | 73-91  |
| Rondine Brescia  | 70-72 | 73-74 | 58-74 | 58-69 | 65-63 | 69-66  |        | 78-81  |
| Snaidero Udine   | 95-93 | 94-87 | 94-93 | 98-68 | 97-91 | 109-79 | 100-90 |        |

Spareggi per la promozione
| Genova 9 maggio 1975 | IBP Roma | 72 – 66 | Duco Mestre |  |

| Genova 10 maggio 1975 | Alco Bologna | 79 – 60 | Duco Mestre |  |

| Genova 11 maggio 1975 | IBP Roma | 77 – 74 | Alco Bologna |  |